# Comuna Põlva
Põlva este o comună (vald) în regiunea Põlva din Estonia. Cuprinde 27 de sate. Reședința comunei este orașul Põlva, care are statut administrativ separat.